# 장제칭

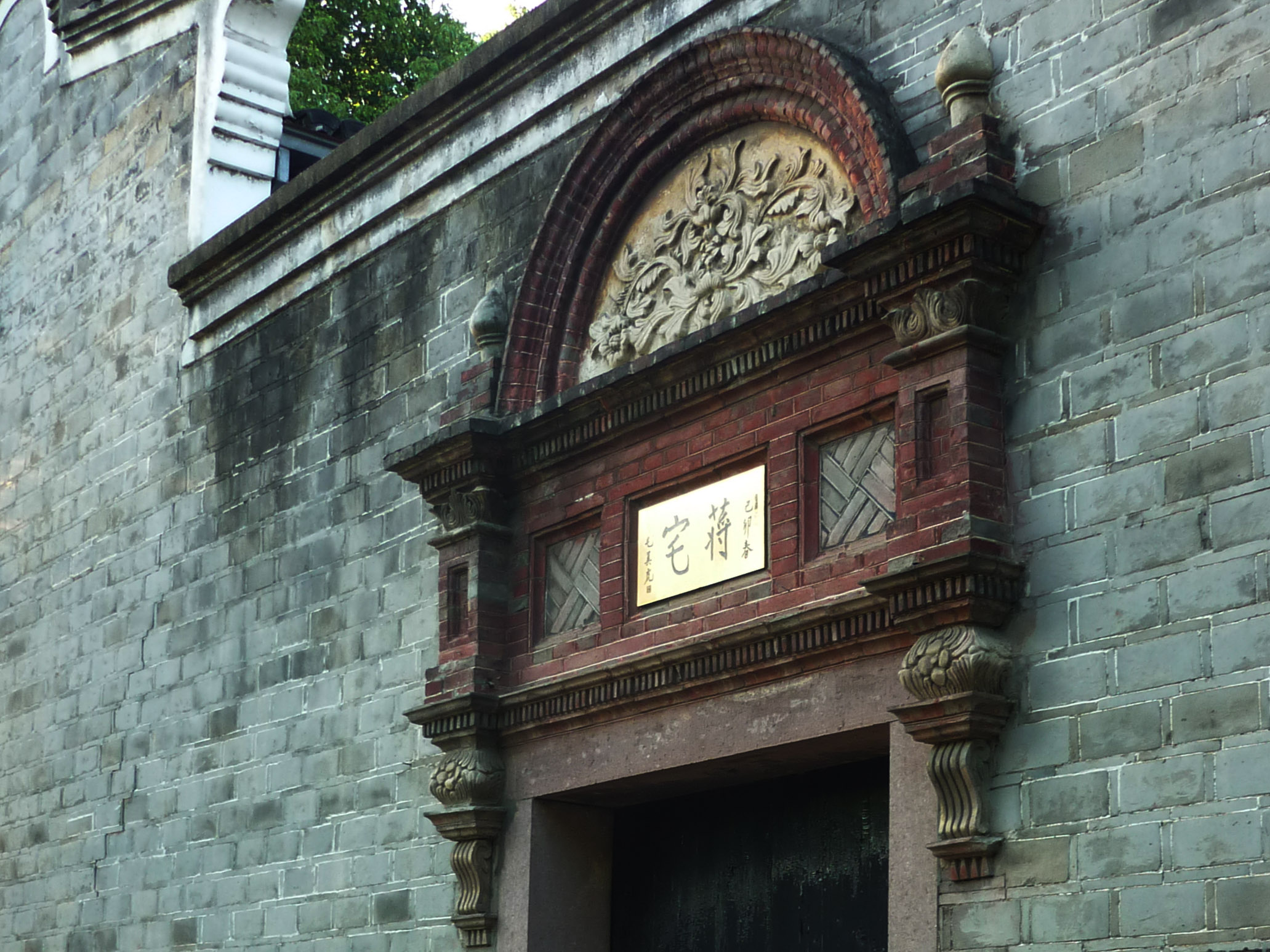
장제칭 저장 성 펑화 생가 스쿠먼

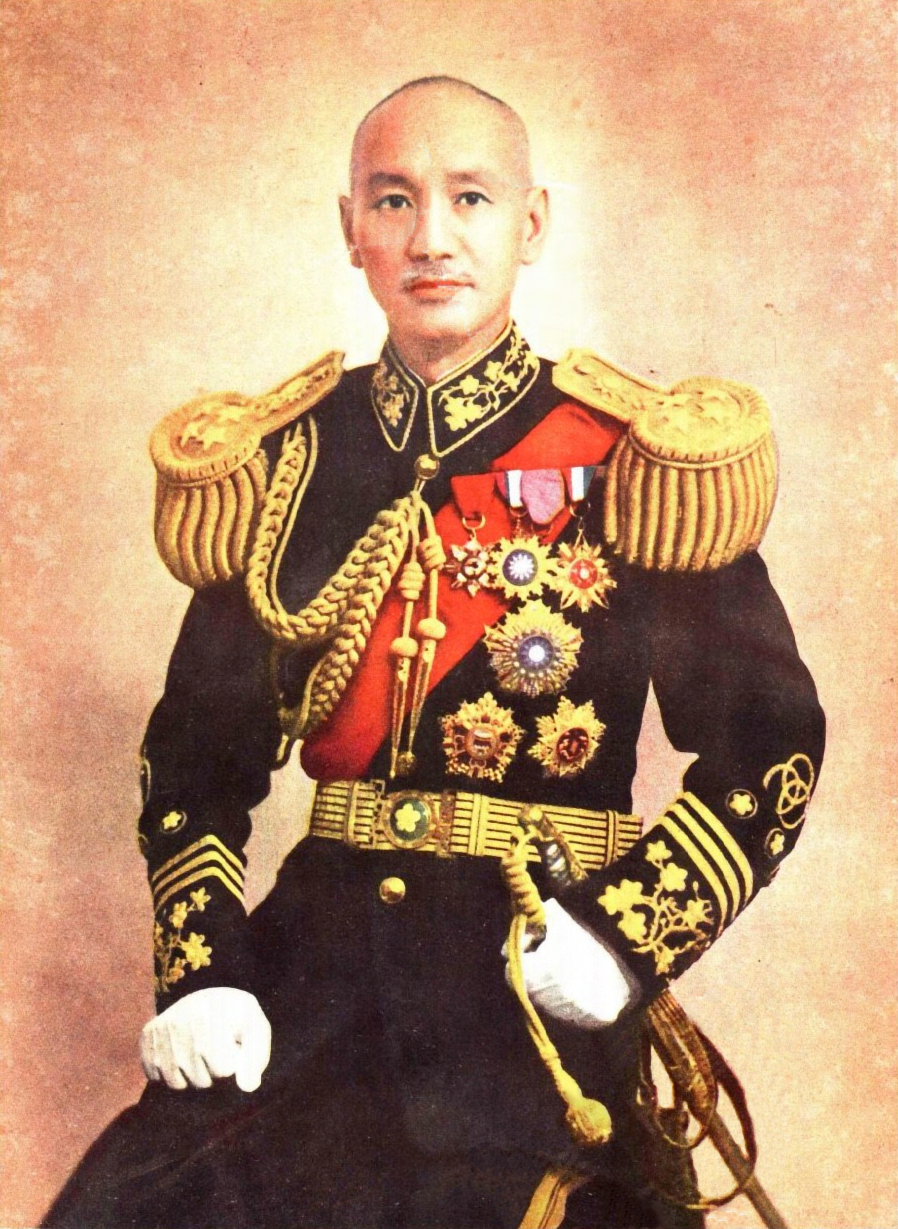
이복 남동생 장제스(蔣介石, 장개석, 1887.10.31.~1975.04.05.) 전직 자유중화민국 총통

장제칭(蔣介卿(장개경), 1875년 1월 3일~1936년 12월 27일)은 중화민국의 정치인이다. 청나라 저장 성 펑화 출신이며, 아명(兒名)은 장시허우(蒋锡侯)·장루이성(蒋瑞生)·장저우캉(蒋周康)이고, 호(號)는 샤오쉬(蕭緒)·첸안(前安)이다.

## 친척 관계

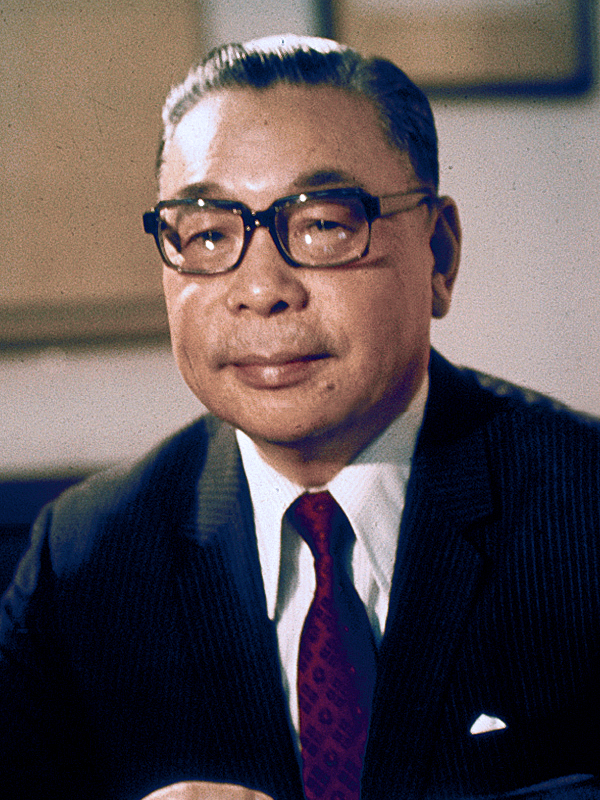
이복 조카 장징궈(蔣經國, 장경국, 1906.03.18.~1988.01.13.) 전직 자유중화민국 총통

그는 장제스(본명 장중정) 중화민국 총통의 이복 형이기도 하며 장징궈 자유중화민국 타이완 총통과 장웨이궈 타이완 총통부 국가안전회의 비서장의 배다른 큰아버지이기도 하다.

## 그의 다른 이름

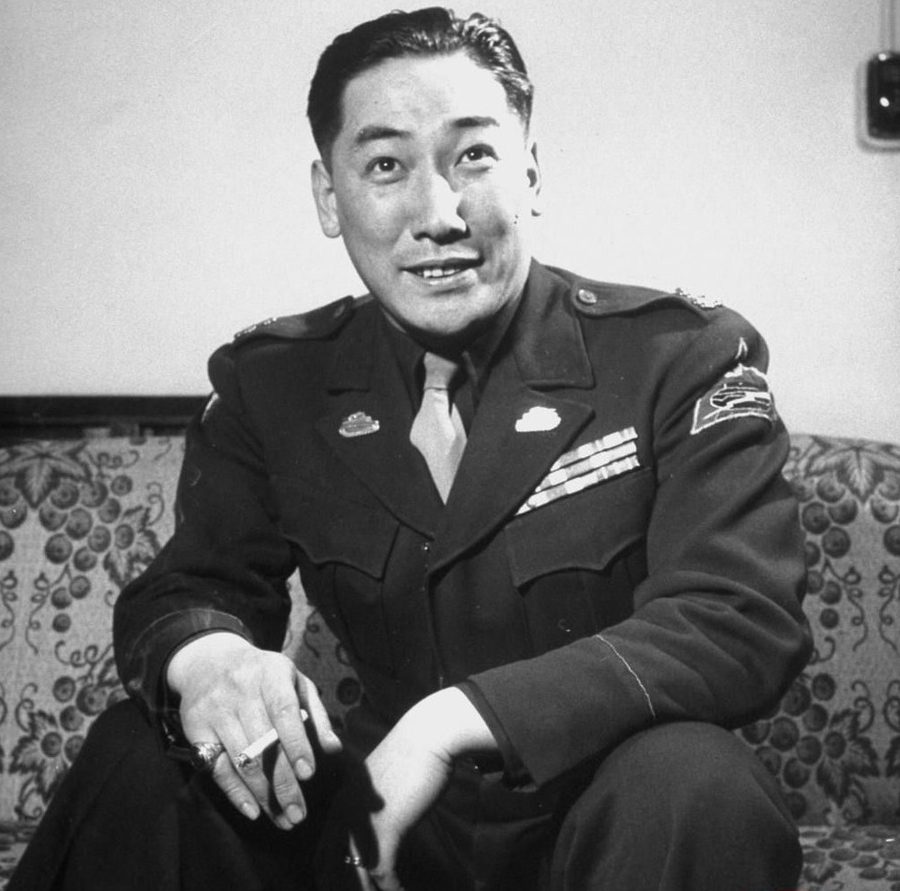
이복 조카 장웨이궈(蔣緯國, 장위국, 1916.10.06.~1997.09.22.) 전직 자유중화민국 타이완 국가안전회의 비서장

- 아명(兒名): 장시허우(蒋锡侯, 장석후), 장루이성(蒋瑞生, 장서생), 장저우캉(蒋周康, 장주강).
- 호(號): 샤오쉬(蕭緒, 소서), 첸안(前安, 전안).

## 생애

### 일생
어린 시절부터 일찍이 학행(學行)에 뛰어났던 그는 1894년 저장 성 펑화 향리에서 시문학가(詩文學家)로 첫 입문하였으며 1895년 서예가(書藝家)로도 첫 입문하였고 그 후 저장 지역의 문장가(文章家) 등으로 활동하다가 시문학가 겸 서예가 은퇴한 그는 1912년 국민정부 시대 중화민국 대륙 본토 정권 성립되자 중화민국 국민정부 한직 등을 거쳐 요직 등을 지냈으며 특히 7년 2개월간을 국민정부 시대 중화민국 대륙 본토 저장 성 국민행정청 예하 국민법원장 직책으로 있었고 1928년 5월 26일 중화민국 행정 및 정치 분야를 은퇴하였으며 그 후 중화민국 산시 성 시안 지역에 은거 및 요양 중 결국 1936년 12월 27일, 시안 객저에서 뇌졸중으로 인하여 향년 61세로 별세하였다.